# فيرينك توث
فيرينك توث (بالمجرية: Tóth Ferenc)‏ هو مصارع رياضي مجري، ولد في 8 فبراير 1909 في سيجد في المجر، وتوفي في 26 فبراير 1981 في بودابست في المجر.

## وصلات خارجية
- فيرينك توث على موقع قاعدة بيانات المصارعة الدولية (الإنجليزية)
- فيرينك توث على موقع اللجنة الأولمبية الدولية (الإنجليزية)
- فيرينك توث على موقع أوليمبيديا (الإنجليزية)
- فيرينك توث على موقع اللجنة الأولمبية المجرية (الهنغارية)